# Vârful Roșu, Munții Făgăraș
Vârful Roșu este un vârf muntos situat în Masivul Făgăraș, care are altitudinea de 2.440 metri.  Dacă se urcă din Muntenia, de pe Valea Rea, prima dată pe Roșu, se poate apoi ajunge foarte ușor pe Vârful Moldoveanu, aflat în partea sa nordică.

## Galerie de imagini

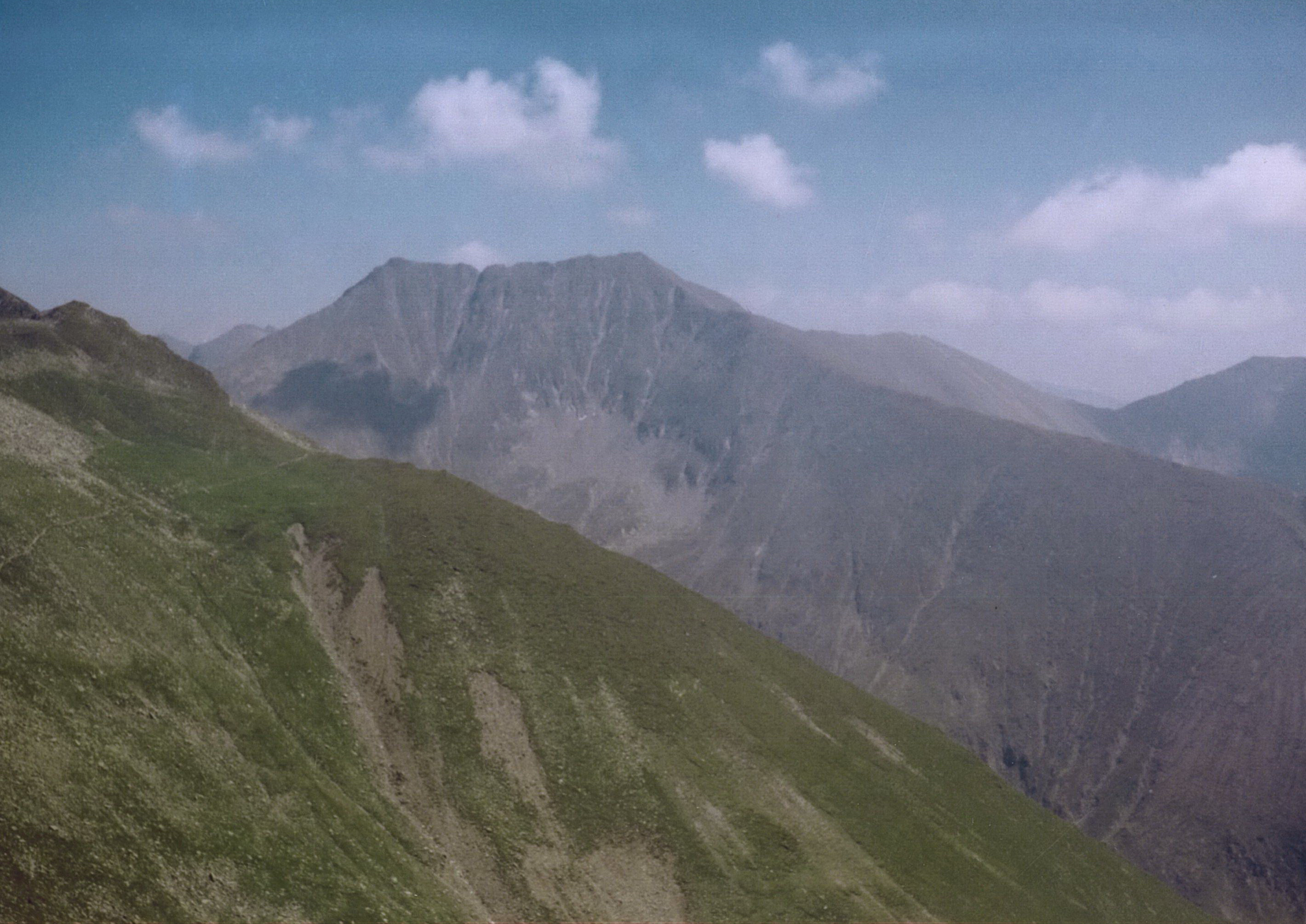
Vârful Roşu (vezi detalii foto !)